# Apatophyllum macgillivrayi
Apatophyllum macgillivrayi är en benvedsväxtart som beskrevs av R.J. Cranfield och N.S. Lander. Apatophyllum macgillivrayi ingår i släktet Apatophyllum och familjen Celastraceae. Inga underarter finns listade.